# Bob-Weltcup 2023/24
Der Bob-Weltcup 2023/24 war die von der International Bobsleigh & Skeleton Federation (IBSF) veranstaltete höchste Wettkampfserie im Bobsport. Der Weltcup begann am 17. November 2023 in Yanqing und endete am 17. März 2024 in Lake Placid.
Wie bereits in der Vorsaison fanden neben den traditionellen Wettbewerben Zweierbob (Männer und Frauen) und Viererbob (Männer) wieder die Rennen im Monobob der Frauen innerhalb des Weltcup statt.
Höhepunkt der Saison waren die Weltmeisterschaften vom 19. Februar bis 5. März 2024 in Winterberg, deren Ergebnisse jedoch nicht zum Weltcup zählten.
Durchgehend am gleichen Ort wurden die Rennen des Skeleton-Weltcups ausgetragen.

## Wettkampfkalender
| #  | Datum                      | Land                | Ort            | Wettkampfstätte                       | Frauen | Frauen | Männer | Männer |
| #  | Datum                      | Land                | Ort            | Wettkampfstätte                       | 1er    | 2er    | 2er    | 4er    |
| -- | -------------------------- | ------------------- | -------------- | ------------------------------------- | ------ | ------ | ------ | ------ |
| 1  | 17. – 19. November 2023    | Volksrepublik China | Yanqing        | Yanqing National Sliding Center       |        |        | ●      | ●●     |
| 2  | 8. – 10. Dezember 2023     | Frankreich          | La Plagne      | Piste de La Plagne                    | ●      | ●      | ●      | ●      |
| 3  | 15. – 17. Dezember 2023    | Österreich          | Innsbruck-Igls | Olympia Eiskanal Igls                 | ●●     | ●      | ●      | ●      |
| 4  | 11. – 13. Januar 2024      | Schweiz             | St. Moritz     | Olympia Bob Run St. Moritz–Celerina   | ●      | ●      | ●      | ●      |
| 5  | 26. – 28. Januar 2024      | Norwegen            | Lillehammer    | Lillehammer Olympiske Bob- og Akebane | ●      | ●      | ●      | ●      |
| 6  | 1. – 3. Februar 2024       | Lettland            | Sigulda        | Bob- und Rennschlittenbahn Sigulda    | ●      | ●●     | ●      |        |
| 7  | 16. – 18. Februar 2024     | Deutschland         | Altenberg      | Rennschlitten- und Bobbahn Altenberg  | ●      | ●      | ●      | ●      |
| WM | 19. Februar – 3. März 2024 | Deutschland         | Winterberg     | Veltins-Eisarena                      | ●      | ●      | ●      | ●      |
| 8  | 21. – 23. März 2024        | Vereinigte Staaten  | Lake Placid    | Olympia-Bobbahn Mount Van Hoevenberg  | ●      | ●      | ●      | ●      |

## Ergebnisse
| 1. Weltcup in Yanqing, 17.–19. November 2023 | 1. Weltcup in Yanqing, 17.–19. November 2023                                                       | 1. Weltcup in Yanqing, 17.–19. November 2023                                                       | 1. Weltcup in Yanqing, 17.–19. November 2023                                                       |
| -------------------------------------------- | -------------------------------------------------------------------------------------------------- | -------------------------------------------------------------------------------------------------- | -------------------------------------------------------------------------------------------------- |
| Disziplin                                    | Erster Platz                                                                                       | Zweiter Platz                                                                                      | Dritter Platz                                                                                      |
| Frauen-Monobob                               | Aufgrund Teilnehmermangel abgesagt. Nachholtermine in Innsbruck (Monobob) und Sigulda (Zweierbob). | Aufgrund Teilnehmermangel abgesagt. Nachholtermine in Innsbruck (Monobob) und Sigulda (Zweierbob). | Aufgrund Teilnehmermangel abgesagt. Nachholtermine in Innsbruck (Monobob) und Sigulda (Zweierbob). |
| Frauen-Zweier                                | Aufgrund Teilnehmermangel abgesagt. Nachholtermine in Innsbruck (Monobob) und Sigulda (Zweierbob). | Aufgrund Teilnehmermangel abgesagt. Nachholtermine in Innsbruck (Monobob) und Sigulda (Zweierbob). | Aufgrund Teilnehmermangel abgesagt. Nachholtermine in Innsbruck (Monobob) und Sigulda (Zweierbob). |
| Männer-Zweier                                | DeutschlandJohannes Lochner Georg Fleischhauer                                                     | DeutschlandFrancesco Friedrich Alexander Schüller                                                  | SchweizMichael Vogt Sandro Michel                                                                  |
| Männer-Vierer (1. Wettkampf)                 | DeutschlandJohannes Lochner Georg Fleischhauer Erec Bruckert Florian Bauer                         | DeutschlandFrancesco Friedrich Thorsten Margis Alexander Schüller Candy Bauer                      | Volksrepublik ChinaSun Kaizhi Zhen Heng Ding Song Ye Jielong                                       |
| Männer-Vierer (2. Wettkampf)                 | DeutschlandJohannes Lochner Joshua Tasche Florian Bauer Georg Fleischhauer                         | ItalienPatrick Baumgartner Robert Mircea Eric Fantazzini Lorenzo Bilotti                           | DeutschlandFrancesco Friedrich Candy Bauer Thorsten Margis Felix Straub                            |

| 2. Weltcup in La Plagne, 9./10. Dezember 2023 | 2. Weltcup in La Plagne, 9./10. Dezember 2023                                  | 2. Weltcup in La Plagne, 9./10. Dezember 2023                              | 2. Weltcup in La Plagne, 9./10. Dezember 2023                        |
| --------------------------------------------- | ------------------------------------------------------------------------------ | -------------------------------------------------------------------------- | -------------------------------------------------------------------- |
| Disziplin                                     | Erster Platz                                                                   | Zweiter Platz                                                              | Dritter Platz                                                        |
| Frauen-Monobob                                | Kaysha Love                                                                    | Melanie Hasler                                                             | Andreea Grecu                                                        |
| Frauen-Zweier                                 | DeutschlandLaura Nolte Neele Schuten                                           | DeutschlandKim Kalicki Leonie Fiebig                                       | Vereinigte StaatenElana Meyers Taylor Emily Renna                    |
| Männer-Zweier                                 | SchweizMichael Vogt Sandro Michel                                              | DeutschlandJohannes Lochner Georg Fleischhauer                             | DeutschlandFrancesco Friedrich Thorsten Margis                       |
| Männer-Vierer                                 | DeutschlandFrancesco Friedrich Thorsten Margis Alexander Schüller Felix Straub | DeutschlandJohannes Lochner Florian Bauer Erec Bruckert Georg Fleischhauer | DeutschlandAdam Ammour Benedikt Hertel Nick Stadelmann Rupert Schenk |

| 3. Weltcup und Vierer-EM in Innsbruck, 15.–17. Dezember 2023 | 3. Weltcup und Vierer-EM in Innsbruck, 15.–17. Dezember 2023               | 3. Weltcup und Vierer-EM in Innsbruck, 15.–17. Dezember 2023               | 3. Weltcup und Vierer-EM in Innsbruck, 15.–17. Dezember 2023          |
| ------------------------------------------------------------ | -------------------------------------------------------------------------- | -------------------------------------------------------------------------- | --------------------------------------------------------------------- |
| Disziplin                                                    | Erster Platz                                                               | Zweiter Platz                                                              | Dritter Platz                                                         |
| Frauen-Monobob (1. Wettkampf)                                | Lisa Buckwitz                                                              | Breeana Walker                                                             | Laura Nolte                                                           |
| Frauen-Monobob (2. Wettkampf)                                | Lisa Buckwitz                                                              | Kaysha Love                                                                | Breeana Walker                                                        |
| Frauen-Zweier                                                | DeutschlandLisa Buckwitz Vanessa Mark                                      | DeutschlandKim Kalicki Leonie Fiebig                                       | DeutschlandLaura Nolte Neele Schuten                                  |
| Männer-Zweier                                                | DeutschlandJohannes Lochner Georg Fleischhauer                             | DeutschlandFrancesco Friedrich Alexander Schüller                          | DeutschlandAdam Ammour Issam Ammour                                   |
| Männer-Vierer                                                | DeutschlandFrancesco Friedrich Candy Bauer Alexander Schüller Felix Straub | DeutschlandJohannes Lochner Erec Bruckert Joshua Tasche Georg Fleischhauer | LettlandEmīls Cipulis Dāvis Spriņģis Matīss Miknis Krists Lindenblats |

| 4. Weltcup in St. Moritz, 13./14. Januar 2024 | 4. Weltcup in St. Moritz, 13./14. Januar 2024                              | 4. Weltcup in St. Moritz, 13./14. Januar 2024                                 | 4. Weltcup in St. Moritz, 13./14. Januar 2024                            |
| --------------------------------------------- | -------------------------------------------------------------------------- | ----------------------------------------------------------------------------- | ------------------------------------------------------------------------ |
| Disziplin                                     | Erster Platz                                                               | Zweiter Platz                                                                 | Dritter Platz                                                            |
| Frauen-Monobob                                | Lisa Buckwitz                                                              | Laura Nolte                                                                   | Breeana Walker                                                           |
| Frauen-Zweier                                 | DeutschlandLaura Nolte Neele Schuten                                       | DeutschlandLisa Buckwitz Lauryn Siebert                                       | SchweizMelanie Hasler Mara Morell                                        |
| Männer-Zweier                                 | DeutschlandJohannes Lochner Georg Fleischhauer                             | DeutschlandFrancesco Friedrich Alexander Schüller                             | SchweizMichael Vogt Sandro Michel                                        |
| Männer-Vierer                                 | DeutschlandJohannes Lochner Florian Bauer Erec Bruckert Georg Fleischhauer | DeutschlandFrancesco Friedrich Thorsten Margis Alexander Schüller Candy Bauer | LettlandEmīls Cipulis Dāvis Spriņģis Lauris Kaufmanis Krists Lindenblats |

| 5. Weltcup in Lillehammer, 27./28. Januar 2024 | 5. Weltcup in Lillehammer, 27./28. Januar 2024                                 | 5. Weltcup in Lillehammer, 27./28. Januar 2024                             | 5. Weltcup in Lillehammer, 27./28. Januar 2024                         |
| ---------------------------------------------- | ------------------------------------------------------------------------------ | -------------------------------------------------------------------------- | ---------------------------------------------------------------------- |
| Disziplin                                      | Erster Platz                                                                   | Zweiter Platz                                                              | Dritter Platz                                                          |
| Frauen-Monobob                                 | Kaysha Love                                                                    | Breeana Walker                                                             | Lisa Buckwitz                                                          |
| Frauen-Zweier                                  | DeutschlandKim Kalicki Leonie Fiebig                                           | DeutschlandLaura Nolte Neele Schuten                                       | Vereinigte StaatenKaysha Love Azaria Hill                              |
| Männer-Zweier                                  | DeutschlandJohannes Lochner Georg Fleischhauer                                 | DeutschlandFrancesco Friedrich Alexander Schüller                          | DeutschlandAdam Ammour Benedikt Hertel                                 |
| Männer-Vierer                                  | DeutschlandFrancesco Friedrich Thorsten Margis Alexander Schüller Felix Straub | DeutschlandJohannes Lochner Florian Bauer Erec Bruckert Georg Fleischhauer | GroßbritannienBrad Hall Leon Greenwood Taylor Lawrence Gregory Cackett |

| 6. Weltcup und Europameisterschaft in Sigulda, 2.–4. Februar 2024 | 6. Weltcup und Europameisterschaft in Sigulda, 2.–4. Februar 2024 | 6. Weltcup und Europameisterschaft in Sigulda, 2.–4. Februar 2024 | 6. Weltcup und Europameisterschaft in Sigulda, 2.–4. Februar 2024 |
| ----------------------------------------------------------------- | ----------------------------------------------------------------- | ----------------------------------------------------------------- | ----------------------------------------------------------------- |
| Disziplin                                                         | Erster Platz                                                      | Zweiter Platz                                                     | Dritter Platz                                                     |
| Frauen-Monobob                                                    | Lisa Buckwitz                                                     | Andreea Grecu                                                     | Laura Nolte Elana Meyers Taylor                                   |
| Frauen-Zweier (1. Wettkampf)                                      | DeutschlandKim Kalicki Leonie Fiebig                              | DeutschlandLaura Nolte Claudia Schüßler                           | DeutschlandLisa Buckwitz Vanessa Mark                             |
| Frauen-Zweier (2. Wettkampf)                                      | DeutschlandLaura Nolte Neele Schuten                              | DeutschlandKim Kalicki Anabel Galander                            | SchweizMelanie Hasler Mara Morell                                 |
| Männer-Zweier                                                     | DeutschlandAdam Ammour Benedikt Hertel                            | SchweizMichael Vogt Sandro Michel                                 | DeutschlandFrancesco Friedrich Matthias Sommer                    |

| 7. Weltcup in Altenberg, 17./18. Februar 2024 | 7. Weltcup in Altenberg, 17./18. Februar 2024                              | 7. Weltcup in Altenberg, 17./18. Februar 2024  | 7. Weltcup in Altenberg, 17./18. Februar 2024                  |
| --------------------------------------------- | -------------------------------------------------------------------------- | ---------------------------------------------- | -------------------------------------------------------------- |
| Disziplin                                     | Erster Platz                                                               | Zweiter Platz                                  | Dritter Platz                                                  |
| Frauen-Monobob                                | Laura Nolte                                                                | Elana Meyers Taylor                            | Lisa Buckwitz                                                  |
| Frauen-Zweier                                 | DeutschlandLaura Nolte Deborah Levi                                        | DeutschlandKim Kalicki Anabel Galander         | RumänienAndreea Grecu Teodora Andreea Vlad                     |
| Männer-Zweier                                 | DeutschlandAdam Ammour Costa Laurenz                                       | DeutschlandFrancesco Friedrich Thorsten Margis | SüdkoreaKim Jin-su Kim Hyeong-geun                             |
| Männer-Vierer                                 | DeutschlandFrancesco Friedrich Candy Bauer Alexander Schüller Felix Straub | -                                              | SchweizSimon Friedli Pascal Moser Luca Rolli Dominik Schläpfer |
| Männer-Vierer                                 | LettlandEmīls Cipulis Dāvis Spriņģis Matīss Miknis Krists Lindenblats      | -                                              | SchweizSimon Friedli Pascal Moser Luca Rolli Dominik Schläpfer |

| 8. Weltcup in Lake Placid, 22./23. März 2024 | 8. Weltcup in Lake Placid, 22./23. März 2024                                   | 8. Weltcup in Lake Placid, 22./23. März 2024                               | 8. Weltcup in Lake Placid, 22./23. März 2024                      |
| -------------------------------------------- | ------------------------------------------------------------------------------ | -------------------------------------------------------------------------- | ----------------------------------------------------------------- |
| Disziplin                                    | Erster Platz                                                                   | Zweiter Platz                                                              | Dritter Platz                                                     |
| Frauen-Monobob                               | Breeana Walker                                                                 | Elana Meyers Taylor                                                        | Cynthia Appiah                                                    |
| Frauen-Zweier                                | DeutschlandKim Kalicki Leonie Fiebig                                           | Vereinigtes KönigreichAdele Nicoll Kya Placide                             | DeutschlandLaura Nolte Claudia Schüßler                           |
| Männer-Zweier                                | DeutschlandFrancesco Friedrich Alexander Schüller                              | DeutschlandJohannes Lochner Joshua Tasche                                  | DeutschlandAdam Ammour Benedikt Hertel                            |
| Männer-Vierer 1DG                            | DeutschlandFrancesco Friedrich Thorsten Margis Alexander Schüller Felix Straub | DeutschlandJohannes Lochner Florian Bauer Joshua Tasche Georg Fleischhauer | DeutschlandAdam Ammour Nick Stadelmann Erik Leypold Rupert Schenk |

## Gesamtwertung

### Frauen Monobob
| Rang | Pilot               | LPG | IG1 | IG2 | STM | LIL | SIG | ALT | LPC | Punkte |
| ---- | ------------------- | --- | --- | --- | --- | --- | --- | --- | --- | ------ |
| 01   | Lisa Buckwitz       | 07  | 01  | 01  | 01  | 03  | 01  | 03  | 06  | 1644   |
| 02   | Breeana Walker      | 05  | 02  | 03  | 03  | 02  | 09  | 07  | 01  | 1549   |
| 03   | Laura Nolte         | 05  | 03  | 08  | 02  | 06  | 03  | 01  | 04  | 1547   |
| 04   | Kaysha Love         | 01  | 04  | 02  | 09  | 01  | 05  | 10  | 05  | 1516   |
| 05   | Elana Meyers Taylor | 04  | 05  | 06  | 04  | 10  | 03  | 02  | 02  | 1508   |
| 06   | Andreea Grecu       | 03  | 06  | 07  | 07  | 04  | 02  | 04  | 08  | 1466   |
| 07   | Melanie Hasler      | 02  | 07  | 04  | 05  | 09  | 07  | 13  | 07  | 1362   |
| 08   | Cynthia Appiah      | 09  | 08  | 05  | 11  | 05  | dsq | 05  | 03  | 1200   |
| 09   | Qing Ying           | 11  | 13  | 10  | 08  | 07  | 08  | 09  | –   | 1040   |
| 10   | Bianca Ribi         | 10  | 10  | 11  | 15  | 12  | 13  | 14  | 12  | 1016   |
| 11   | Katrin Beierl       | –   | 11  | 14  | 18  | 11  | 10  | 08  | 14  | 0880   |
| 12   | Adele Nicoll        | –   | 15  | 09  | 10  | 15  | 11  | –   | 10  | 0784   |
| 13   | Linda Weiszewski    | 14  | 12  | 15  | 13  | 14  | 14  | –   | –   | 0688   |
| 14   | Viktória Čerňanská  | –   | 16  | 16  | 12  | –   | 12  | 11  | 16  | 0680   |
| 15   | Margot Boch         | 08  | 09  | 12  | 14  | 13  | –   | –   | –   | 0672   |
| 16   | Maureen Zimmer      | –   | –   | –   | –   | 08  | 06  | 06  | 11  | 0648   |
| 17   | Mingming Huai       | 13  | 14  | 13  | 17  | –   | –   | –   | –   | 0440   |
| 18   | Kim Kalicki         | 12  | dns | –   | 06  | –   | –   | –   | –   | 0304   |
| 19   | Giada Andreutti     | 15  | 17  | 17  | –   | –   | –   | –   | –   | 0280   |
| 20   | Sylvia Hoffman      | –   | –   | –   | –   | –   | –   | 16  | 09  | 0248   |
| 21   | Debora Annen        | –   | –   | –   | –   | –   | –   | 12  | 15  | 0232   |
| 22   | Kelly Van Petegem   | –   | –   | –   | 16  | –   | –   | 15  | –   | 0200   |
| 23   | Julia Słupecka      | –   | 18  | 18  | –   | –   | –   | –   | –   | 0160   |
| 24   | Georgeta Popescu    | –   | –   | –   | 20  | –   | –   | –   | 17  | 0156   |
| 25   | Riley Tejcek        | –   | –   | –   | –   | –   | –   | –   | 13  | 0120   |
| 26   | Lauren Brzozowski   | –   | –   | –   | 19  | –   | –   | –   | –   | 0074   |

### Frauen Zweierbob
| Rang | Pilot               | LPG | IGL | STM | LIL | SI1 | SI2 | ALT | LPC | Punkte |
| ---- | ------------------- | --- | --- | --- | --- | --- | --- | --- | --- | ------ |
| 01   | Laura Nolte         | 01  | 03  | 01  | 02  | 02  | 01  | 01  | 03  | 1720   |
| 02   | Kim Kalicki         | 02  | 02  | 07  | 01  | 01  | 02  | 02  | 01  | 1683   |
| 03   | Lisa Buckwitz       | 06  | 01  | 02  | 04  | 03  | 04  | 09  | 04  | 1539   |
| 04   | Melanie Hasler      | 05  | 05  | 03  | 07  | 04  | 03  | 06  | 05  | 1488   |
| 05   | Elana Meyers Taylor | 03  | 06  | 08  | 06  | 07  | 05  | dnf | 06  | 1240   |
| 06   | Breeana Walker      | 07  | 04  | 05  | 05  | 05  | 13  | –   | 08  | 1192   |
| 07   | Andreea Grecu       | 09  | 11  | 12  | 13  | 11  | 06  | 03  | 11  | 1184   |
| 08   | Cynthia Appiah      | 13  | 12  | 15  | 09  | 07  | 10  | 08  | 10  | 1120   |
| 09   | Katrin Beierl       | –   | 14  | 09  | 08  | 06  | 07  | 05  | 09  | 1104   |
| 10   | Qing Ying           | 11  | 10  | 09  | 10  | 10  | 08  | 04  | –   | 1072   |
| 11   | Kaysha Love         | 04  | 08  | 06  | 03  | dnf | dsq | –   | 07  | 0896   |
| 12   | Bianca Ribi         | 12  | 09  | 14  | 16  | 13  | 09  | –   | 12  | 0888   |
| 13   | Linda Weiszewski    | 14  | 16  | 13  | 15  | 14  | 12  | –   | –   | 0672   |
| 14   | Margot Boch         | 08  | 13  | 04  | 12  | –   | –   | –   | –   | 0600   |
| 15   | Viktória Čerňanská  | –   | 17  | 16  | –   | 12  | 11  | 10  | 15  | 0696   |
| 16   | Adele Nicoll        | –   | –   | –   | 11  | 09  | dsq | –   | 02  | 0498   |
| 17   | Mingming Huai       | 10  | 07  | 11  | –   | –   | –   | –   | –   | 0448   |
| 18   | Kelly Van Petegem   | –   | –   | 19  | –   | –   | –   | 07  | –   | 0242   |
| 19   | Nikki McSweeney     | –   | 15  | –   | 14  | –   | –   | –   | –   | 0216   |
| 20   | Giada Andreutti     | 15  | 18  | –   | –   | –   | –   | –   | –   | 0184   |
| 21   | Sylvia Hoffman      | –   | –   | –   | –   | –   | –   | –   | 13  | 0120   |
| 22   | Riley Tejcek        | –   | –   | –   | –   | –   | –   | –   | 14  | 0112   |
| 23   | Georgeta Popescu    | –   | –   | 17  | –   | –   | –   | –   | –   | 0088   |
| 24   | Lauren Brzozowski   | –   | –   | 18  | –   | –   | –   | –   | –   | 0080   |
| 25   | Julia Słupecka      | –   | 19  | –   | –   | –   | –   | –   | –   | 0074   |

### Frauen Kombination
Für die Wertung der Kombination werden die Punkte aus den Ergebnissen des Mono- und Zweierbobs addiert.
| Rang | Pilot               | Mono | 2er  | Gesamtpunkte |
| ---- | ------------------- | ---- | ---- | ------------ |
| 01   | Laura Nolte         | 1547 | 1720 | 3267         |
| 02   | Lisa Buckwitz       | 1644 | 1539 | 3183         |
| 03   | Melanie Hasler      | 1362 | 1488 | 2850         |
| 04   | Elana Meyers Taylor | 1508 | 1240 | 2748         |
| 05   | Breeana Walker      | 1549 | 1192 | 2741         |
| 06   | Andreea Grecu       | 1466 | 1184 | 2650         |
| 07   | Kaysha Love         | 1516 | 0896 | 2412         |
| 08   | Cynthia Appiah      | 1200 | 1120 | 2320         |
| 09   | Qing Ying           | 1040 | 1072 | 2112         |
| 10   | Kim Kalicki         | 0304 | 1683 | 1987         |
| 11   | Katrin Beierl       | 0880 | 1104 | 1984         |
| 12   | Bianca Ribi         | 1016 | 0888 | 1904         |
| 13   | Viktória Čerňanská  | 0680 | 0696 | 1376         |
| 14   | Linda Weiszewski    | 0688 | 0672 | 1360         |
| 15   | Adele Nicoll        | 0784 | 0498 | 1282         |
| 16   | Margot Boch         | 0672 | 0600 | 1272         |
| 17   | Mingming Huai       | 0440 | 0448 | 0888         |
| 18   | Giada Andreutti     | 0280 | 0184 | 0464         |
| 19   | Kelly Van Petegem   | 0200 | 0242 | 0442         |
| 20   | Sylvia Hoffman      | 0248 | 0120 | 0368         |
| 21   | Georgeta Popescu    | 0156 | 0088 | 0244         |
| 22   | Julia Słupecka      | 0160 | 0074 | 0234         |
| 23   | Riley Tejcek        | 0120 | 0112 | 0232         |
| 24   | Lauren Brzozowski   | 0074 | 0080 | 0154         |

### Männer Zweierbob
| Rang | Pilot               | YAN | LPG | IGL | STM | LIL | SIG | ALT | LPC | Punkte |
| ---- | ------------------- | --- | --- | --- | --- | --- | --- | --- | --- | ------ |
| 01   | Francesco Friedrich | 02  | 03  | 02  | 02  | 02  | 03  | 02  | 01  | 1675   |
| 02   | Johannes Lochner    | 01  | 02  | 01  | 01  | 01  | 04  | –   | 02  | 1512   |
| 03   | Adam Ammour         | –   | 05  | 03  | 06  | 03  | 01  | 01  | 03  | 1410   |
| 04   | Michael Vogt        | 03  | 01  | 05  | 03  | 04  | 02  | –   | 04  | 1403   |
| 05   | Emīls Cipulis       | 05  | 11  | 06  | 05  | 08  | 08  | 05  | 08  | 1344   |
| 06   | Simon Friedli       | 06  | 08  | 10  | 04  | 07  | 05  | 10  | 12  | 1296   |
| 07   | Patrick Baumgartner | 04  | 07  | 09  | 08  | 10  | 06  | 09  | 11  | 1280   |
| 08   | Frank Del Duca      | –   | 04  | 04  | 13  | 05  | 08  | 08  | 05  | 1192   |
| 09   | Markus Treichl      | 07  | 10  | 07  | 14  | 12  | 10  | 07  | 09  | 1184   |
| 10   | Cédric Follador     | 09  | 06  | 12  | 07  | 17  | 11  | 04  | 14  | 1152   |
| 11   | Jēkabs Kalenda      | 10  | 16  | 15  | 11  | 09  | 14  | dsq | 13  | 0864   |
| 12   | Li Chunjian         | 08  | 12  | 12  | 16  | 20  | 13  | 12  | –   | 0828   |
| 13   | Sun Kaizhi          | 11  | 15  | 16  | 12  | 15  | 16  | 13  | –   | 0784   |
| 14   | Brad Hall           | –   | –   | 11  | 09  | 06  | 07  | –   | –   | 0632   |
| 15   | Mihai Țentea        | –   | 08  | 17  | –   | 15  | 15  | 11  | –   | 0592   |
| 16   | Mattia Variola      | –   | 18  | 24  | 17  | 13  | 11  | dnf | 16  | 0565   |
| 17   | Boris Vain          | –   | 13  | 08  | 10  | 11  | –   | –   | –   | 0560   |
| 18   | Adam Dobeš          | –   | 17  | 18  | 15  | 18  | 19  | 17  | –   | 0514   |
| 19   | Kim Jin-su          | –   | –   | –   | –   | –   | –   | 03  | 07  | 0368   |
| 20   | Matěj Běhounek      | –   | –   | –   | 18  | 19  | 18  | 14  | –   | 0346   |
| 21   | Radosław Sobczyk    | –   | 19  | 21  | 23  | 22  | 20  | –   | –   | 0310   |
| 22   | Kristopher Horn     | –   | –   | –   | 22  | –   | –   | 20  | 06  | 0300   |
| 23   | Taylor Austin       | –   | –   | –   | –   | –   | –   | 15  | 10  | 0248   |
| 24   | Aleksy Boroń        | –   | –   | 22  | 21  | 21  | 21  | –   | –   | 0242   |
| 25   | Dominik Dvořák      | –   | 14  | 14  | –   | –   | –   | –   | –   | 0224   |
| 26   | Jáchym Procházka    | –   | –   | 20  | 24  | –   | –   | 18  | –   | 0193   |
| 27   | Adam Baird          | –   | –   | –   | –   | –   | 17  | –   | 15  | 0192   |
| 28   | John Stanbridge     | –   | –   | –   | 19  | 14  | –   | –   | –   | 0186   |
| 29   | Christoph Hafer     | –   | –   | –   | –   | –   | –   | 06  | –   | 0176   |
| 30   | Martin Kranz        | –   | –   | –   | 20  | –   | –   | 16  | –   | 0164   |
| 31   | Jakob Mandlbauer    | –   | –   | 19  | –   | –   | –   | 19  | dnf | 0148   |
| 32   | Pat Norton          | –   | –   | –   | –   | –   | –   | –   | 17  | 0088   |
| 33   | Axel Brown          | –   | –   | 23  | dns | –   | –   | –   | –   | 0050   |
| 34   | Dražen Silić        | –   | –   | –   | 25  | –   | –   | –   | –   | 0040   |

### Männer Viererbob
| Rang | Pilot               | YA1 | YA2 | LPG | IGL | STM | LIL | ALT | LPC | Punkte |
| ---- | ------------------- | --- | --- | --- | --- | --- | --- | --- | --- | ------ |
| 01   | Francesco Friedrich | 02  | 03  | 01  | 01  | 02  | 01  | 01  | 01  | 1745   |
| 02   | Emīls Cipulis       | 04  | 04  | 05  | 03  | 03  | 05  | 01  | 09  | 1529   |
| 03   | Johannes Lochner    | 01  | 01  | 02  | 02  | 01  | 02  | –   | 02  | 1515   |
| 04   | Simon Friedli       | 10  | 11  | 07  | 05  | 05  | 04  | 03  | 05  | 1392   |
| 05   | Patrick Baumgartner | 06  | 02  | 09  | 11  | 13  | 05  | 06  | 12  | 1290   |
| 06   | Cédric Follador     | 07  | 10  | 06  | 06  | 07  | 09  | 07  | 11  | 1288   |
| 07   | Markus Treichl      | 09  | 07  | 11  | 09  | 08  | 14  | 05  | 04  | 1256   |
| 08   | Jēkabs Kalenda      | 11  | 09  | 10  | 12  | 11  | 11  | 08  | 13  | 1112   |
| 09   | Adam Ammour         | –   | –   | 03  | 04  | 09  | 08  | 04  | 03  | 1096   |
| 10   | Sun Kaizhi          | 03  | 06  | 13  | 06  | 13  | 10  | 13  | –   | 1056   |
| 11   | Michael Vogt        | 05  | 05  | 04  | 16  | 04  | 05  | –   | –   | 1032   |
| 12   | Li Chunjian         | 07  | 08  | 08  | 10  | 10  | 18  | 12  | –   | 0984   |
| 13   | Brad Hall           | –   | –   | –   | 06  | 06  | 03  | –   | –   | 0552   |
| 14   | Frank Del Duca      | –   | –   | dnf | 15  | 14  | 13  | –   | 07  | 0504   |
| 15   | Mihai Țentea        | –   | –   | 12  | 14  | –   | 15  | 10  | –   | 0488   |
| 16   | Mattia Variola      | –   | –   | 15  | 13  | 15  | 16  | dns | –   | 0424   |
| 17   | Adam Dobeš          | –   | –   | 16  | 16  | 19  | –   | 14  | –   | 0362   |
| 18   | Matěj Běhounek      | –   | –   | –   | 19  | 16  | 12  | –   | –   | 0298   |
| 19   | Aleksy Boroń        | –   | –   | –   | 20  | 18  | 19  | –   | –   | 0222   |
| 20   | Adam Baird          | –   | –   | –   | –   | –   | 17  | –   | 14  | 0200   |
| 21   | Dominik Dvořák      | –   | –   | 14  | 17  | –   | –   | –   | –   | 0200   |
| 22   | Jakob Mandlbauer    | –   | –   | –   | 21  | –   | –   | 11  | –   | 0198   |
| 23   | Taylor Austin       | –   | –   | –   | –   | –   | –   | dnf | 05  | 0184   |
| 24   | Kristopher Horn     | –   | –   | –   | –   | –   | –   | –   | 08  | 0160   |
| 25   | Kim Jin-su          | –   | –   | –   | –   | –   | –   | –   | 09  | 0152   |
| 26   | Christoph Hafer     | –   | –   | –   | –   | –   | –   | 09  | –   | 0152   |
| 27   | Geoffrey Gadbois    | –   | –   | –   | –   | 17  | –   | –   | –   | 0088   |
| 28   | Martin Kranz        | –   | –   | –   | –   | dsq | –   | –   | –   | 0000   |

### Männer Kombination
Für die Wertung der Kombination werden die Punkte aus den Ergebnissen des Zweier- und Viererbobs addiert.
| Rang | Pilot               | 2er  | 4er  | Gesamtpunkte |
| ---- | ------------------- | ---- | ---- | ------------ |
| 01   | Francesco Friedrich | 1675 | 1745 | 3420         |
| 02   | Johannes Lochner    | 1512 | 1515 | 3027         |
| 03   | Emīls Cipulis       | 1344 | 1529 | 2873         |
| 04   | Simon Friedli       | 1296 | 1392 | 2688         |
| 05   | Patrick Baumgartner | 1280 | 1290 | 2570         |
| 06   | Adam Ammour         | 1410 | 1096 | 2506         |
| 07   | Markus Treichl      | 1184 | 1256 | 2440         |
| 08   | Cédric Follador     | 1152 | 1288 | 2440         |
| 09   | Michael Vogt        | 1403 | 1032 | 2435         |
| 10   | Jēkabs Kalenda      | 0864 | 1112 | 1976         |
| 11   | Sun Kaizhi          | 0784 | 1056 | 1840         |
| 12   | Li Chunjian         | 0828 | 0984 | 1812         |
| 13   | Frank Del Duca      | 1192 | 0504 | 1696         |
| 14   | Brad Hall           | 0632 | 0552 | 1184         |
| 15   | Mihai Țentea        | 0592 | 0488 | 1080         |
| 16   | Mattia Variola      | 0565 | 0424 | 0989         |
| 17   | Adam Dobeš          | 0514 | 0362 | 0876         |
| 18   | Matěj Běhounek      | 0346 | 0298 | 0644         |
| 19   | Kim Jin-su          | 0368 | 0152 | 0520         |
| 20   | Aleksy Boroń        | 0242 | 0222 | 0464         |
| 21   | Kristopher Horn     | 0300 | 0160 | 0460         |
| 22   | Taylor Austin       | 0248 | 0184 | 0432         |
| 23   | Dominik Dvořák      | 0224 | 0200 | 0424         |
| 24   | Adam Baird          | 0192 | 0200 | 0392         |
| 25   | Jakob Mandlbauer    | 0148 | 0198 | 0346         |
| 26   | Christoph Hafer     | 0176 | 0152 | 0328         |